# EHF-Spieler des Monats
Der EHF-Spieler des Monats wird seit Januar 2016 jeden Monat von Journalisten des EHF Mediendepartment auserkoren. Der Spieler des Monats wird jeweils am Donnerstag des Folgemonats bekanntgegeben, im Juli und August wird ein kombinierter Preis vergeben.
Alle Spieler die an einer EHF Veranstaltung teilnahmen sind nominierbar. (EHF Champions League, EHF-Pokal, EHF Challenge Cup, Europameisterschaft, Beachhandball-Europameisterschaft und allen Junioren Wettbewerben)
Aus den Gewinner des EHF-Spieler des Monats wird der EHF-Spieler des Jahres ausgewählt.

## Spieler des Monats
| Monat                  | Spieler                 | Verein                   | Nominierte |
| ---------------------- | ----------------------- | ------------------------ | --- |
| Januar 2016            | Andreas Wolff           | HSG Wetzlar              | Sander Sagosen (NOR, Aalborg Handbold), Julen Aguinagalde (ESP, Vive Tauron Kielce), Antonio García Robledo (ESP, MOL-Pick Szeged), Johan Jakobsson (SWE, SG Flensburg-Handewitt)                                       |
| Februar 2016           | Rasmus Lauge Schmidt    | SG Flensburg-Handewitt   | Mikkel Hansen (DEN, Paris Saint-Germain Handball), Dean Bombač (SLO, MOL-Pick Szeged), Kiril Lazarov (MKD, FC Barcelona Lassa), Mattias Andersson (SWE, SG Flensburg-Handewitt)                                         |
| März 2016              | Dean Bombač             | MOL-Pick Szeged          | Mads Mensah Larsen (DEN, Rhein-Neckar Löwen), Alem Toskić (SRB, HC Vardar), Rodrigo Corrales (ESP, Wisla Plock), Arpad Šterbik (ESP, HC Vardar)                                                                         |
| April 2016             | Dominik Klein           | THW Kiel                 | Niklas Landin (Denmark, THW Kiel), Holger Glandorf (GER, SG Flensburg-Handewitt), Momir Ilić (SRB, MVM Veszprém), Mirko Alilović (CRO, MVM Veszprém)                                                                    |
| Mai 2016               | Aron Pálmarsson         | KC Veszprém              | Mikkel Hansen (DEN, Paris Saint-Germain Handball), Sławomir Szmal (POL, KS Vive Tauron Kielce), Krzysztof Lijewski (POL, KS Vive Tauron Kielce), Domagoj Duvnjak (CRO, THW Kiel)                                        |
| Juni 2016              | Dejan Manaskov          | RK Vardar Skopje         | Dean Bombač (SLO, MOL-Pick Szeged), Siarhei Rutenka (BLR, FC Barcelona Lassa), Petar Nenadić (SRB, Füchse Berlin), Máté Lékai (HUN, MVM Veszprém)                                                                       |
| Juli/August 2016       | Daniel Dujshebaev       | Atlético Valladolid      | Melvyn Richardson (FRA, Chambéry Savoie), Kyllian Villeminot (FRA, Montpellier HB), Tim Suton (GER, TVB Lemgo) |
| September 2016         | Uwe Gensheimer          | Paris Saint-Germain      | Filip Taleski (MKD, HC Metalurg), Rodrigo Corrales (ESP, Orlen Wisla Plock), Kentin Mahé (FRA, SG Flensburg-Handewitt), Miha Zarabec (SLO, Celje Pivovarna Laško)                                                       |
| Oktober 2016           | Blaž Janc               | RK Celje Pivovarna Laško | Filip Ivić (CRO, Vive Tauron Kielce), Nedim Remili (FRA, Paris Saint-Germain Handball), Nikola Karabatić (FRA, Paris Saint-Germain Handball), Wael Jallouz (TUN, FC Barcelona Lassa), Jakub Hrstka (CZE, Tatran Presov) |
| November 2016          | Andy Schmid             | Rhein-Neckar Löwen       | Thierry Omeyer (FRA Paris Saint-Germain Handball), Filip Ivić (CRO, Vive Tauron Kielce), Kiril Lazarov (MKD, FC Barcelona Lassa), Uwe Gensheimer (GER, Paris Saint-Germain Handball)                                    |
| Dezember 2016          | Kiril Lazarov           | FC Barcelona             | Filip Ivić (CRO, Vive Tauron Kielce), Jonas Källman (SWE, MOL-Pick Szeged), Julen Aguinagalde (ESP, Vive Tauron Kielce), Alex Dujshebaev (ESP, HC Vardar)                                                               |
| Januar 2017            | Sander Sagosen          | Aalborg Håndbold         | Nedim Remili (FRA, Paris Saint Germain Handball), Kentin Mahé (FRA, SG Flensburg-Handewitt), Vincent Gérard (FRA, Montpellier HB), Jure Dolenec (SLO, Montpellier HB)                                                   |
| Februar 2017           | Julen Aguinagalde       | KS Vive Tauron Kielce    | Andy Schmid (SUI, Rhein-Neckar Löwen), Borut Mačkovšek (SLO, RK Celje Pivovarna Laško), Timur Dibirow (RUS, RK Vardar), Sørenn Rasmussen (DEN, SG Flensburg-Handewitt)                                                  |
| März 2017              | Momir Ilić              | Telekom Veszprém         | Mattias Andersson (SWE, SG Flensburg-Handewitt), Gábor Császár (HUN, Kadetten Schaffhausen), Julen Aguinagalde (ESP, Vive Tauron Kielce), Jure Dolenec (SLO, Montpellier HB)                                            |
| April 2017             | Gonzalo Pérez de Vargas | FC Barcelona             | Luka Cindrić (CRO, HC Vardar), Nikola Karabatić (FRA, Paris Saint-Germain Handball), Arpad Šterbik (ESP, HC Vardar), László Nagy (HUN, Telekom Veszprém)                                                                |
| Mai 2017               | Sander Sagosen          | Aalborg Håndbold         | Hans Lindberg (DEN, Füchse Berlin), Aron Pálmarsson (ISL, Telekom Veszprém), Lars Kaufmann (GER, Frisch Auf Göppingen), Kiril Lazarov (MKD, FC Barcelona Lassa)                                                         |
| Juni 2017              | Luka Cindrić            | RK Vardar Skopje         | Arpad Šterbik (ESP, RK Vardar), Vuko Borozan (MNE, RK Vardar), Thierry Omeyer (FRA, Paris Saint-Germain Handball), Nikola Bilyk (AUT, THW Kiel)                                                                         |
| Juli/August 2017       | Ludvig Hallbäck         | Ystads IF                | Yoav Lubroso (ISR), Giorgi Tskhonrebadze (GEO), Andre Bergsholm Kristensen (NOR, Sandefjord Handball), Lukas Hutecek (AUT, Fivers WAT Margareten)                                                                       |
| September 2017         | Máté Lékai              | Telekom Veszprém         | Rasmus Lauge Schmidt (DEN, SG Flensburg-Handewitt), Mattias Andersson (SWE,SG Flensburg-Handewitt), Žiga Mlakar (SLO, RK Celje Pivovarna Laško), Sander Sagosen (NOR, Paris Saint-Germain Handball)                     |
| Oktober 2017           | Arpad Šterbik           | RK Vardar Skopje         | Andy Schmid (SUI, Rhein-Neckar Löwen), Sander Sagosen (NOR, Paris Saint-Germain Handball), Vuko Borozan (MNE, HC Vardar), Momir Ilić (SRB, Telekom Veszprém HC)                                                         |
| November/Dezember 2017 | Arpad Šterbik           | RK Vardar Skopje         | David Balaguer (ESP, HBC Nantes), Uwe Gensheimer (GER, Paris Saint-Germain Handball), Thierry Omeyer (FRA, Paris Saint-Germain Handball), Vuko Borozan (MNE, HC Vardar)                                                 |
| Januar 2018            | Ondřej Zdráhala         | TSV St. Otmar St. Gallen | Jim Gottfridsson (SWE, SG Flensburg-Handewitt), Ferrán Solé (ESP, Fenix Toulouse HB), Rasmus Lauge Schmidt (DEN, SG Flensburg-Handewitt), Mikael Appelgren (SWE, Rhein-Neckar Löwen)                                    |
| Februar 2018           | Andy Schmid             | Rhein-Neckar Löwen       | Raúl Entrerríos (ESP, FC Barcelona Lassa), Melvyn Richardson (FRA, Montpellier HB), Matthias Musche (GE, SC Magdeburg), Dika Mem (FRA, FC Barcelona Lassa)                                                              |
| März 2018              | Tibor Ivanišević        | Skjern Håndbold          | Melvyn Richardson (FRA, Montpellier HB), Cyril Dumoulin (FRA, HBC Nantes), Marko Vujin (SRB, THW Kiel), Niklas Landin (DEN, THW Kiel)                                                                                   |
| April 2018             | Nedim Remili            | Paris Saint-Germain      | Jonas Truchanovičius (LTU, Montpellier HB), Nicolas Tournat (FRA, HBC Nantes), Dominik Klein (GER, HBC Nantes), Alex Dujshebaev (ESP, PGE Vive Kielce)                                                                  |
| Mai 2018               | Diego Simonet           | Montpellier              | Kiril Lazarov (MKD, HBC Nantes), Cyril Dumoulin (FRA, HBC Nantes), Nicolas Tournat (FRA, HBC Nantes), Vincent Gérard (FRA, Montpellier)                                                                                 |
| Juni 2018              | Nikola Bilyk            | THW Kiel                 | Andy Schmid (SUI, Rhein-Neckar Löwen), Sander Sagosen (NOR, PSG Handball), Guðjón Valur Sigurðsson (ISL, Rhein-Neckar Löwen), Vid Kavtičnik (SLO, Montpellier)                                                          |
| Juli/August 2018       | Ludvig Hallbäck         | Ystads IF                | |
| September 2018         | Alex Dujshebaev         | Vive Kielce              | Dejan Milosavljev (SRB, HC Vardar), Dika Mem (FRA, Barcelona Lassa), Andy Schmid (SUI, Rhein-Neckar Löwen), Vuko Borozan (MNE, HC Vardar)                                                                               |
| Oktober 2018           | Sander Sagosen          | Paris Saint-Germain      | Jóhan Hansen (DEN, Bjerringbro-Silkeborg), Alex Dujshebaev (ESP, PGE Vive Kielce), Uwe Gensheimer (GER, Paris Saint-Germain HB), Roland Mikler (HUN, Telekom Veszprém HC)                                               |
| November 2018          | Casper U. Mortensen     | FC Barcelona             | Valter Chrintz (SWE, IFK Kristianstad), Melvyn Richardson (FRA, Montpellier HB), Roland Mikler (HUN, Telekom Veszprém), Nico Rönnberg (FIN, Riihimäem Cocks)                                                            |
| Dezember 2018          | Andy Schmid             | Rhein-Neckar Löwen       | Uwe Gensheimer (GER, Paris Saint-Germain), Roland Mikler (HUN, Telekom Veszprém), Melvyn Richardson (FRA, Montpellier Handball), Zlatko Horvat (CRO, RK Zagreb)                                                         |
| Januar 2019            | Mikkel Hansen           | Paris Saint-Germain      | Sander Sagosen (NOR, Paris Saint-Germain), Niklas Landin (DEN, THW Kiel), Kentin Mahé (FRA, Telekom Veszprém), Rasmus Lauge Schmidt (DEN, SG Flensburg-Handewitt)                                                       |
| Februar 2019           | Barys Puchouski         | HK Motor Saporischschja  | Andy Schmid (SUI, Rhein-Neckar Löwen), Kentin Mahé (FRA, Telekom Veszprém), Michał Jurecki (POL, Vive Kielce), Luc Abalo (FRA, Paris Saint-Germain)                                                                     |
| März 2019              | Romain Lagarde          | HBC Nantes               | Jannik Kohlbacher (GER, Rhein-Neckar Löwen), Mirko Alilović (CRO, MOL-Pick Szeged), Alex Dujshebaev (ESP, PGE Vive Kielce), Andy Schmid (SUI, Rhein-Neckar Löwen)                                                       |
| April 2019             | Luka Cindrić            | PGE Vive Kielce          | Vladimir Cupara (SRB, PGE Vive Kielce), Ludovic Fabregas (FRA, Barcelona Lassa), Igor Karačić (CRO, RK Vardar), Roland Mikler (HUN, Telekom Veszprém)                                                                   |
| Mai 2019               | Niklas Landin           | THW Kiel                 | Dejan Milosavljev (SRB, Vardar), Vladimir Cupara (SRB, PGE Vive Kielce), Igor Karačić (CRO, Vardar), Nedim Remili (FRA, Paris Saint-Germain)                                                                            |
| Juni 2019              | Dainis Krištopāns       | RK Vardar Skopje         | Igor Karačić (CRO, Vardar), Dejan Milosavljev (SRB, Vardar), Alex Dujshebaev (ESP, PGE Vive Kielce), Petar Nenadić (SRB, Telekom Veszprém)                                                                              |
| Juli/August 2019       | Kristoffer Henriksen    | Halden Topphåndball      | |
| September 2019         | Bogdan Radivojević      | SC Szeged                | Sebastian Barthold (NOR, Aalborg), Nikola Bilyk (AUT, THW Kiel), Marin Šego (CRO, Montpellier), Melvyn Richardson (FRA, Montpellier)                                                                                    |
| Oktober 2019           | Niklas Landin           | THW Kiel                 | Aron Pálmarsson (ISL, FC Barcelona Lassa), Luka Cindrić (CRO, FC Barcelona Lassa), Lukas Nilsson (SWE, THW Kiel), Rasmus Lauge Schmidt (DEN, Veszprém)                                                                  |
| November 2019          | Andreas Wolff           | Vive Kielce              | Luka Cindrić (CRO, FC Barcelona Lassa), Aleix Gómez (ESP, FC Barcelona Lassa), Petar Nenadić (SRB, Telekom Veszprém), Artsem Karalek (BLR, PGE Vive Kielce)                                                             |
| Dezember 2019          | Petar Nenadić           | KC Veszprém              | Luka Cindrić (CRO, FC Barcelona Lassa), Aron Pálmarsson (ISL, FC Barcelona Lassa), Mikkel Hansen (DEN, Paris Saint-Germain), Sander Sagosen (NOR, Paris Saint-Germain)                                                  |
| Januar 2020            | Domagoj Duvnjak         | THW Kiel                 | Sander Sagosen (NOR, Paris Saint-Germain), Alex Dujshebaev (ESP, Vive Kielce), Gonzalo Pérez de Vargas (ESP, FC Barcelona Lassa), Raúl Entrerríos (ESP, FC Barcelona Lassa)                                             |
| Februar 2020           | Hugo Descat             | Montpellier Handball     | Sander Sagosen (NOR, Paris Saint-Germain), Wesley Pardin (FRA, Pays d'Aix Université Club), Joan Cañellas (ESP, MOL-Pick Szeged), Saeid Heidarirad (IRI,CS Dinamo București)                                            |

## Spielerin des Monats
| Monat                  | Spieler                 | Verein                           | Nominierte |
| ---------------------- | ----------------------- | -------------------------------- | --- |
| Januar 2016            | Katrine Lunde           | GK Rostow am Don                 | Jekaterina Iljina (RUS, Rostov-Don), Nycke Groot (NED, Győri Audi ETO KC), Allison Pineau (FRA, HCM Baia Mare), Dragana Cvijić (SRB, Budućnost)                            |
| Februar 2016           | Allison Pineau          | HCM Baia Mare                    | Jekaterina Iljina (RUS, Rostov-Don), Nora Mørk (NOR, Larvik HK), Katarina Bulatović (MNE, Budućnost), Amandine Leynaud (FRA, HC Vardar)                                    |
| März 2016              | Andrea Penezić          | RK Vardar Skypje                 | Cristina Neagu (ROU, Budućnost), Anna Wjachirewa (RUS, Astrachanotschka), Amandine Leynaud (FRA, HC Vardar), Nerea Pena (ESP, FTC Rail-Cargo Hungaria)                     |
| April 2016             | Isabelle Gulldén        | CSM București                    | Heidi Løke (NOR, Győri Audi ETO KC), Cristina Neagu (ROU, Budućnost), Amandine Leynaud (FRA, HC Vardar), Jekaterina Iljina (RUS, Rostov-Don)                               |
| Mai 2016               | Isabelle Gulldén        | CSM București                    | Jelena Grubišić (CRO, CSM Bucuresti), Nathalie Hagman (SWE, Team Tvis Holstebro), Heidi Løke (NOR, Győri Audi ETO KC), Eduarda Amorim (BRA, Győri Audi ETO KC)             |
| Juni 2016              | Karolina Kudłacz-Gloc   | HC Leipzig                       | Milena Raičević (MNE, Budućnost), Katarina Krpež Šlezak (SRB, ÉRD HC), Neli Irman (SLO, Budućnost), Katrin Engel (AUT, Thüringer HC)                                       |
| Juli/August 2016       | Dione Housheer          | Success Schoonmaak/VOC Amsterdam | Thea Stankiewicz (SWE, Fana IL), Laerke Sofie Sörensen (DEN, SK Aarhus) |
| September 2016         | Karolina Kudłacz-Gloc   | HC Leipzig                       | Emilie Christensen (NOR, Glassverket), Laura Celeste Rotondo (ITA, Indeco Conversano), Laura Kamdop (FRA, Krim Mercator), Veronika Galušková (CZE, Slavia Praha)           |
| Oktober 2016           | Laura van der Heijden   | Team Esbjerg                     | Andrea Penezić (CRO, HC Vardar), Nora Mørk (NOR, Győri Audi ETO KC), Eduarda Amorim (BRA, Győri Audi ETO KC), Aneta Benko (CRO, RK Krim Mercator)                          |
| November 2016          | Elizabeth Omoregie      | RK Krim Mercator                 | Linn-Kristin Riegelhuth Koren (NOR, Larvik), Nora Mørk (NOR, Győri Audi ETO KC), Stine Jørgensen (DEN, FC Midtjylland), Karina Sabirowa (RUS, Astrachanotschka)            |
| Dezember 2016          | Nycke Groot             | Győri Audi ETO KC                | Nora Mørk (NOR, Győri Audi ETO KC), Tess Wester (NED, SG BBM Bietigheim), Clara Woltering (GER, Borussia Dortmund), Cristina Neagu (ROU, Budućnost)                        |
| Januar 2017            | Amanda Kurtović         | Larvik HK                        | Karina Sabirowa (RUS, Astrachanotschka), Anita Görbicz (HUN, Győri Audi ETO KC), Stine Jørgensen (DEN, FC Midtjylland), Blanka Bíró (HUN, FTC-Rail Cargo Hungaria)         |
| Februar 2017           | Katarina Bulatović      | Budućnost                        | Karina Sabirowa (RUS, Astrachanotschka), Amanda Kurtović (NOR, Larvik), Anita Görbicz (HUN, Győri Audi ETO KC), Andrea Penezić (CRO, RK Vardar)                            |
| März 2017              | Nora Mørk               | Győri Audi ETO KC                | Katarina Bulatović (MNE, Budućnost), Isabelle Gulldén (SWE, CSM Bucuresti), Ana Gros (SLO, Metz Handball), Blanka Bíró (HUN, FTC-Rail Cargo Hungaria)                      |
| April 2017             | Cristina Neagu          | Budućnost                        | Carmen Martín (ESP, CSM Bucuresti), Isabelle Gulldén (SWE, CSM Bucuresti), Nora Mørk (NOR, Győri Audi ETO KC), Andrea Penezić (CRO, RK Vardar)                             |
| Mai 2017               | Anita Görbicz           | Győri Audi ETO KC                | Anja Althaus (GER, HC Vardar), Nycke Groot (NED, Győri Audi ETO KC), Kari Aalvik Grimsbø (NOR, Győri Audi ETO KC), Yvette Broch (NED, Győri Audi ETO KC)                   |
| Juni 2017              | Anita Görbicz           | Győri Audi ETO KC                | Tamara Mavsar (SLO, HC Vardar), Michaela Hrbková (CZE, Frisch Auf Göppingen), Đurđina Jauković (MNE, Budućnost), Darja Samochina (RUS, Astrachanotschka)                   |
| Juli/August 2017       | Méline Nocandy          | Metz Handball                    | Kristina Jørgensen (DEN, Viborg HK), Jannela Blonbou (FRA, OGC Nice), Sorina Tîrcă (ROU, ASC Corona 2010 Brasov), Zoë Sprengers (NED, Succes Schoonmaak/VOC Amsterdam)     |
| September 2017         | Karolina Kudłacz-Gloc   | SG BBM Bietigheim                | Malin Aune (NOR, Vipers Kristiansand), Marija Gedroit (LTU, TSV Bayer Leverkusen), Cristina Neagu (ROU, CSM Bucuresti), Anita Görbicz (HUN, Győri Audi ETO KC)             |
| Oktober 2017           | Ana Gros                | Metz Handball                    | Iveta Luzumová (CZE, Thüringer HC), Louise Burgaard (DEN, FC Midtjylland), Cristina Neagu (ROU, CSM Bucuresti), Kim Naidzinavicius (GER, SG BBM Bietigheim)                |
| November/Dezember 2017 | Iveta Luzumová          | Thüringer HC                     | Veronica Kristiansen (NOR, FC Midtjylland), Ana Gros (SLO, Metz Handball), Cristina Neagu (ROU, CSM Bucuresti), Jovanka Radičević (MNE, HC Vardar)                         |
| Januar 2018            | Amanda Kurtović         | CSM București                    | Cristina Neagu (ROU, CSM Bucuresti), Dragana Cvijić (SRB, HC Vardar), Anna Wjachirewa (RUS, Rostov-Don), Allison Pineau (FRA, Brest Bretagne)                              |
| Februar 2018           | Paula Ungureanu         | CSM București                    | Iveta Luzumová (CZE, Thüringer HC), Nycke Groot (NED, Győri Audi ETO KC), Ana Gros (SLO, Metz Handball), Daria Dmitrieva (RUS, Lada Togliatti)                             |
| März 2018              | Daria Dmitrieva         | HC Lada                          | Cristina Neagu (ROU, CSM Bucuresti), Stine Bredal Oftedal (NOR, Győri Audi ETO KC), Jovanka Radičević (MNE, HC Vardar), Katrine Lunde (NOR, Vipers Kristiansand)           |
| April 2018             | Anita Görbicz           | Győri Audi ETO KC                | Veronica Kristiansen (NOR, FC Midtjylland), Anna Wjachirewa (RUS, Rostov-Don), Isabelle Gulldén (SWE, CSM Bucuresti), Milena Raičević (MNE, ZRK Buducnost)                 |
| Mai 2018               | Eduarda Amorim          | Győri ETO KC                     | Amandine Leynaud (FRA, HC Vardar), Stine Bredal Oftedal (NOR, Győri Audi ETO KC), Nycke Groot (NED, Győri Audi ETO KC), Andrea Lekić (SRB, HC Vardar)                      |
| Juni 2018              | Anna Wjachirewa         | GK Rostow am Don                 | Katarina Krpež Šlezak (SRB, Érdi VSE), Eliza Buceschi (ROU, Corona Brasov), Iveta Luzumová (CZE, Thüringer HC), Dóra Hornyák (HUN, FTC Rail-Cargo Hungária)                |
| Juli/August 2018       | Blanka Kajdon           | NEKA                             | |
| September 2018         | Maura Visser            | SG BBM Bietigheim                | Natalja Tschigirinowa (RUS, Podravka Vegeta), Laura van der Heijden (NED, SG BBM Bietigheim), Jelena Trifunović (SRB, SCM Craiova), Tereza Pokorná (CZE, DHC Slavia Praha) |
| Oktober 2018           | Anna Wjachirewa         | GK Rostow am Don                 | Anikó Kovacsics (HUN, FTC-Rail Cargo Hungaria), Cristina Neagu (ROU, CSM Bucuresti), Eduarda Amorim (BRA, Győri Audi ETO KC), Ana Gros (SLO, Brest Bretagne Handball)      |
| November 2018          | Cristina Neagu          | CSM București                    | Anikó Kovacsics (HUN, FTC-Rail Cargo Hungaria), Anna Wjachirewa (RUS, Rostov-Don), Eduarda Amorim (BRA, Győri Audi ETO KC), Noémi Háfra (HUN, FTC-Rail Cargo Hungaria)     |
| Dezember 2018          | Anna Wjachirewa         | GK Rostow am Don                 | Katarina Krpež Šlezak (SRB, ÉRD HC), Cristina Neagu (ROU, CSM București), Amandine Leynaud (FRA, Győri Audi ETO KC), Estelle Nze Minko (FRA, Siófok KC)                    |
| Januar 2019            | Crina Pintea            | Győri Audi ETO KC                | Ana Gros (SLO, Brest Bretagne Handball), Andrea Kobetić (CRO, Siófok KC), Nerea Pena (ESP, FTC-Rail Cargo Hungaria), Milena Raičević (MNE, Budućnost)                      |
| Februar 2019           | Katrin Klujber          | Ferencváros                      | Nycke Groot (NED, Győri Audi ETO KC), Helene Fauske (NOR, Herning Ikast Handbold), Grâce Zaadi (FRA, Metz Handball), Mireya González (ESP, Siófok KC)                      |
| März 2019              | Nycke Groot             | Győri Audi ETO KC                | Xenia Smits (GER, Metz Handball), Anna Sen (RUS, Rostov-Don), Ana Gros (SLO, Brest Bretagne), Stine Bredal Oftedal (NOR, Győri ETO KC)                                     |
| April 2019             | Andrea Kobetić          | Siófok KC                        | Lois Abbingh (NED, Rostov-Don), Katrine Lunde (NOR, Vipers Kristiansand), Stine Bredal Oftedal (NOR, Győri ETO KC), Julija Manaharowa (RUS, Rostov-Don)                    |
| Mai 2019               | Eduarda Amorim          | Győri Audi ETO KC                | Amandine Leynaud (FRA, Győri ETO KC), Andrea Kobetić (CRO, Siófok KC), Anna Wjachirewa (RUS, Rostov-Don), Estelle Nze Minko (FRA, Siófok KC)                               |
| Juni 2019              | Nerea Pena              | Ferencváros                      | Heidi Løke (NOR, Storhamar HE), Katrin Klujber (HUN, Ferencváros), Jovanka Radičević (MNE, CSM București), Mikaela Mässing (SWE, H 65 Höör)                                |
| Juli/August 2019       | Blanka Kajdon           | NEKA                             | |
| September 2019         | Anna Wjachirewa         | GK Rostow am Don                 | Katrin Klujber (HUN, FTC-Rail Cargo Hungaria), Ana Gros (SLO, Brest Bretagne), Jovanka Radičević (MNE, Budućnost), Jelena Lavko (SRB, Érd HC)                              |
| Oktober 2019           | Katrin Klujber          | Ferencváros Budapest             | Ana Gros (SLO, Brest Bretagne), Grâce Zaadi (FRA, Metz Handball), Eduarda Amorim (BRA, Győri Audi ETO KC), Rikke Poulsen (DEN, Team Esbjerg)                               |
| November 2019          | Jovanka Radičević       | Budućnost Podgorica              | Ana Gros (SLO, Brest Bretagne), Stine Bredal Oftedal (NOR, Győri Audi ETO KC), Tess Wester (NED, Odense Håndbold), Emilie Hegh Arntzen (NOR, Vipers Kristiansand)          |
| Dezember 2019          | Anna Wjachirewa         | GK Rostow am Don                 | Lois Abbingh (NED, GK Rostow am Don), Tess Wester (NED, Odense Håndbold), Estavana Polman (NED, Team Esbjerg), Alexandrina Cabral (ESP, Nantes Atlantique HB)              |
| Januar 2020            | Jelena Michailitschenko | GK Lada Toljatti                 | Ana Gros (SLO, Brest Bretagne), Estavana Polman (NED, Team Esbjerg), Nycke Groot (NED, Odense Håndbold), Nadine Schatzl (HUN, FTC-Rail Cargo Hungaria)                     |
| Februar 2020           | Cristina Neagu          | CSM Bukarest                     | Jovanka Radičević (MNE, ŽRK Budućnost Podgorica), Estavana Polman (NED, Team Esbjerg), Helene Fauske (NOR, Herning-Ikast Håndbold), Ana Gros (SLO, Brest Bretagne HB)      |